# Alex Oxlade-Chamberlain
Alexander Mark David "Alex" Oxlade-Chamberlain (født 15. august 1993) er en engelsk professionel fodboldspiller, der spiller som midtbanespiller.
Efter at have opnået stor opmærksomhed med Southampton i sæsonen 2010-11 i en alder af 17 år, skiftede Oxlade-Chamberlain til Arsenal i august 2011. Efter at have scoret to mål i sine første tre kampe for klubben, blev Oxlade-Chamberlain den yngste engelske målscorer i UEFA Champions League-historien og fik også en fast plads på Englands U21-landshold. I løbet af sine seks sæsoner på Emirates Stadium spillede han 198 kampe og scorede 20 mål, og han vandt FA Cuppen tre gange. Han skiftede til Liverpool i august 2017 og vandt UEFA Champions League i 2019 og Premier League i 2020.
Oxlade-Chamberlain debuterede for det engelske landshold den 26. maj 2012 i en 1-0 sejr over Norge i en venskabskamp. Efter dette blev han overraskende udtaget til Englands trup til UEFA Euro 2012 og blev den næstyngste spiller nogensinde til at repræsentere England i EM efter Wayne Rooney, senere overgået af Jude Bellingham også. Han blev også udtaget til VM i 2014. Han har spillet i alt 35 kampe for det engelske landshold, den seneste i 2019, og har scoret syv mål.

## Klub karriere

### Southampton
Som 7-årig, skiftede Chamberlain til Southamptons akademi. Efter 9 år på akademiet, fik han i 2010 som 16 årig sin førsteholdsdebut.
Den 2. marts 2010 fik han sin debut, hvor han kom i spil fra bænken i 5-0 sejren imod Huddersfield Town. Han blev dermed den 2. yngste spiller til at debutere for klubben, lige efter Theo Walcott. Chamberlain havde en rigtig god 2010/2011 sæson for klubben, og scorede ni mål i 36 kampe. Hans imponerende sæson gjorde, at han i 2011 skiftede til Premier League.

### Arsenal
Chamberlain skiftede til Arsenal den 8. august 2011 efter en god 2010/11-sæson hos Southampton for en pris på omkring 100 mio kr.
Den 28. august 2011 fik Chamberlain sin debut for klubben, i et nederlag på 8-2 til Manchester United. Han erstattede her Francis Coquelin i 62' minut.
Den 20. september 2011 scorede Chamberlain sit første mål for klubben i 58' minut imod Shrewsbury Town i League Cuppen.
Med sit mål i sin Champions League-debut mod Olympiakos blev Oxlade-Chamberlain den yngste engelske målscorer i Champions League nogensinde.

### Liverpool
Han skiftede til Liverpool i august 2017 og vandt UEFA Champions League i 2019 og Premier League i 2020.

## Landshold
Oxlade-Chamberlain debuterede for det engelske landshold den 26. maj 2012 i en 1-0 sejr over Norge i en venskabskamp. Efter dette blev han overraskende udtaget til Englands trup til UEFA Euro 2012 og blev den næstyngste spiller nogensinde til at repræsentere England i EM efter Wayne Rooney, senere overgået af Jude Bellingham også. Han blev også udtaget til VM i 2014. Han har spillet i alt 35 kampe for det engelske landshold, den seneste i 2019, og har scoret syv mål.

## Privatliv
Chamberlains far er den tidligere landsholdsspiller Mark Chamberlain. Hans onkel, Neville Chamberlain, var også professionel fodboldspiller.
Chamberlain spillede også lidt rugby som barn og var på et tidspunkt tæt på at vælge rugby frem for fodbold.
Chamberlain har siden november 2016 dannet par med den britiske popstjerne, Perrie Edwards fra pigegruppen Little Mix. Edwards fødte deres første barn i august 2021. I juni 2022 annoncerede parret deres forlovelse.